# Mathias von Paulsen
Mathias von Paulsen (død 25. februar 1710 i Hamborg) var en dansk søofficer, far til Johan Anthon von Paulsen.
Paulsen var født i Ditmarsken, og hans moder var søster til viceadmiral Nicolaj Helt. 1676 sendtes han til Cornelis Tromp med anbefalingsbrev fra Henrik Bielke og Albert Gyldensparre, der meddelte, at han var anbefalet af general Friedrich von Arenstorff, samt at han i lang tid havde faret på Strædet (Middelhavet) med schoutbynacht Engel de Ruyter og var dansk undersåt. Umiddelbart herefter ansattes han som løjtnant, 1677 avancerede han til kaptajnløjtnant, deltog i slaget på Køge Bugt og sendtes til rigsadmiralen med melding om sejren; året efter finder vi ham som underkaptajn i Tromps flagskib og senere som chef for fregatten Victoria. 1681 fik han bestalling som kaptajnkommandør, 1683 avancerede han til schoutbynacht, 1689 til viceadmiral og 1699 til virkelig admiral. Ridder af Dannebrog blev han 1702, og 1697 optoges han i adelstanden.
1682 blev Paulsen chef for søekvipagen ved Glückstadt, og i denne stilling forblev han med korte afbrydelser til sin død; 1684 erobrede han herfra Helgoland; for øvrigt var han en virksom hvervingsagent fra Hamborg. Da Ulrik Christian Gyldenløve 1700 skulle kommandere hele flåden, blev Paulsen ansat som hans rådgiver, men synes forresten ikke at have spillet nogen fremtrædende rolle under felttoget dette år. Paulsen, der ifølge Ditlev Vibes korrespondance med Frederik IV var fænomenal høj af skabning, var ikke nogen fremragende karakter, men forstod at gøre sig gældende ved sin punktlige, om end pedantiske, embedsførelse; han døde 25. februar 1710.
Paulsen blev 3. februar 1681 gift med Hedevig Margrethe Johansen (16. januar 1663 – 29. maj
1708).
Han er begravet i Meldorf.